# Saint-Polgues
Saint-Polgues è un comune francese di 243 abitanti situato nel dipartimento della Loira della regione dell'Alvernia-Rodano-Alpi.

## Società

### Evoluzione demografica
Abitanti censiti